# Хосе Сальватьєрра
Хосе Сальватьєрра (ісп. José Salvatierra, нар. 10 жовтня 1989) — костариканський футболіст, захисник, фланговий півзахисник клубу «Алахуеленсе».

## Клубна кар'єра
У дорослому футболі дебютував 2009 року виступами за команду клубу «Алахуеленсе», кольори якої захищає й донині.

## Виступи за збірну
2011 року дебютував в офіційних матчах у складі національної збірної Коста-Рики. Наразі провів у формі головної команди країни 28 матчів.
У складі збірної був учасником Кубка Америки 2011 року в Аргентині, Золотого кубка КОНКАКАФ 2011 року у США, Кубка Америки 2016 року у США.

## Титули і досягнення

### Клубні
- «Алахуеленсе»

Чемпіон Коста-Рики (5): 2010 (О), 2011 (К), 2011 (О), 2012 (О), 2014 (О).

### Збірні
- Переможець Центральноамериканського кубка: 2013